# 3 magyar népdal (Bartók)
Bartók Béla Magyar dalok (Sz. 66, BB 80b) című műve 1914–1918 között keletkezett.
Ezeket a dalokat különböző népdalgyűjtői körútjain gyűjtötte, majd hazaérvén ellátta őket zongorakísérettel. Bartók ezzel a címmel 3 még kiadatlan népdalfeldolgozást nyújtott a "Hommage Paderevsky" album számára. E felkérésnek a kiadó által szerkesztett, albumba szánt darabokkal tett eleget.
A mű zongorára íródott, és kb. 4 perc hosszú.
- Tételek:

1. Andante tranquillo, rubato – Leszállott a páva
2. Allegro non troppo, un poco rubato – Jánoshidi vásártéren
3. Maestoso – Fehér liliomszál

## Autográf anyagok
- A Boosey & Hawkes Homage to Paderewski albumbeli elsőkiadás (1942) metszőpéldánya, Pásztory Ditta írása, Bartók javításaival, 1941 (Bartók Péter gyűjteménye: 35PFC1)
- A B&H elsőkiadás javított példánya (Bartók Péter gyűjteménye: 35PFC2).